# Piz Segnas
Der Piz Segnas ist ein Berg in der Schweiz. Der Gipfelaufbau besteht – ebenso wie der des benachbarten Piz Sardona – aus den sehr alten Gesteinen der Verrucano-Decke, die bei Auffaltung der Alpen über die viel jüngeren Flyschschichten geschoben wurde, die den Sockel des Berges bilden. Im ganzen Gebiet sieht man an den Bergflanken die durch diesen Vorgang entstandene markante Überschiebungslinie der Glarner Hauptüberschiebung, bekannt auch als Tektonikarena Sardona, sie ist unter diesem Namen seit dem Jahr 2008 als UNESCO-Weltnaturerbe gelistet.

## Lage
Der Gipfel ist der Hauptgipfel dieses Gebietes und liegt nordöstlich des Segnespasses, welcher Elm im Kanton Glarus mit Flims im Kanton Graubünden verbindet. Südlich davon stehen markant die Tschingelhörner als Vordergrund unter dem Horizont, der bis in die Berner und Walliser Alpen reicht. Südlich des Gipfels zieht sich ein Kamm weiter und formt den einen Kilometer langen Atlas (2925 Meter). Östlich steht der Piz Dolf vor dem Panorama, welches bis zum Ortler reicht oder nordöstlich zum Alpstein.

Piz Segnas, historisches Luftbild von Werner Friedli (1960)

## Anstieg
Der Gipfel wird von Westen oder von Nordosten erreicht. Die Route von Nordosten führt jedoch über den sich zurückbildenden Gletscher und wird immer kritischer, weshalb hier der Westanstieg beschrieben wird (siehe Referenz). Einen kürzeren Anstieg ermöglicht die Bergbahn von Flims nach Naraus und dann zu Fuss zur Camona da Segnas (2102 m). Im Sommer war die an sich nähere Graubergbahn von 1990 bis 2015 nicht in Betrieb, im 2016 wurde sie wieder betrieben, als die Cassonsbahn stillgelegt worden war. Im Sommer 2009 war erstmals ein Busbetrieb nach Nagens (1 Kilometer SW der Camona da Segnas, auf 2127 MüM) in Betrieb, von wo wieder etwas auf den Segnas-Boden bei der Hütte abgestiegen werden muss. Von der Segnas-Hütte (Camona da Segnas) geht es das Kar hinauf in Richtung des Segnespasses. Noch vor Erreichen der Passhöhe unterhalb des Westgrates steigt man je nach Verhältnissen über Schutt oder Firn zum Sattel unweit des südlichen Vorgipfels (3012 m). Von dort geht es über den schmalen Grat zum Gipfel. Der Anstieg ist gletscherfrei, führt aber über alpines Gelände und Firn.
Ein guter Blick auf den Berg ist vom Fil de Cassons aus möglich; entweder nach einem Aufstieg durch das Bargis-Tal zur Fuorcla Raschaglius und unter der Südflanke des Piz Dolf hindurch oder bis 2015 noch mit der Luftseilbahn ab Flims. Eine neue Bahn soll in das Gebiet des oberen Segnasbodens führen.

## Flugzeugabsturz
Am 4. August 2018 kam es am Piz Segnas zum Absturz der Junkers Ju 52 HB-HOT, bei dem alle 20 Insassen ums Leben kamen.